# Diplomístids
La família dels diplomístids (Diplomystidae) és constituïda per peixos actinopterigis d'aigua dolça i de l'ordre dels siluriformes presents a Xile i l'Argentina.
Tenen el maxil·lar ben desenvolupat, aleta adiposa, i mesuren fins a 28 cm.

## Gèneres i espècies
- Diplomystes (Bleeker, 1858)[4]
  - Diplomystes camposensis (Arratia, 1987)[5]
  -  Diplomystes chilensis (Molina, 1782)[6]
  - Diplomystes cuyanus  (Ringuelet, 1965)[7]
  - Diplomystes mesembrinus (Ringuelet, 1982)[8]
  - Diplomystes nahuelbutaensis (Arratia, 1987)[5]
  - Diplomystes viedmensis (MacDonagh, 1931)[9]
- Olivaichthys
  - Olivaichthys cuyanus (Ringuelet, 1965)
  - Olivaichthys mesembrinus (Ringuelet, 1982)
  - Olivaichthys viedmensis (MacDonagh, 1931)[10][11][12][13][14]